# Bledius gentilis
Bledius gentilis är en skalbaggsart som beskrevs av Thomas Casey 1889. Bledius gentilis ingår i släktet Bledius och familjen kortvingar. Inga underarter finns listade i Catalogue of Life.